# داریوش ایوبی
داریوش ایوبی (انگلیسی: Daryoush Ayyoubi؛ زاده ۳۰ اوت ۱۹۸۰) یک بازیکن فوتبال اهل ایران است.